# Archimantis brunneriana
Archimantis brunneriana is een bidsprinkhaan die voorkomt in Australië. De wetenschappelijke naam werd voor het eerst geldig gepubliceerd door Henri de Saussure in 1871.
Deze soort komt voor in oostelijk Queensland (Australië), waar ze gevonden wordt in gras en struiken in licht beboste gebieden. Mannetjes hebben een lichaamslengte van 72 tot 78 mm, vrouwtjes van 86 tot 92 mm.